# التوسل الی الترسل
التَّوَسُل الی التَرَسُّل (به معنی: نزدیکی جستن به دانش نامه‌نگاری)، یا رسالات بهایی، کتابی است در فن انشا از قرن ششم هجری، نوشتهٔ بهاءالدین بغدادی.
التوسل الی الترسل شامل یک مقدمه، دو فصل کوتاه و ۳ قسم (باب) مفصل است: قسم اول، مشتمل است بر منشورها، فرمان‌ها و عهدنامه‌های حکومتی، فتح‌نامه‌ها و یک سوگندنامه؛ قسم دوم، حاوی فرمان‌ها، تحیت‌نامه‌ها و نامه‌هایی است که سلطان برای ملوک و بزرگان وقت فرستاده است؛ قسم سوم، شامل نامه‌های خصوصی، رقعه‌ها و مدایحی است که نویسنده به دوستان خود و بزرگان عهد نوشته است.
بهاءالدین بغدادی شیوهٔ نویسندگی خود را در این اثر التقاطی از سبکهای مختلف نثرنویسی، از نثر ساده تا نثر مسجع و متکلف می‌داند؛ اما آنچه در سراسر متن کتاب دیده می‌شود، نثری است مصنوع و مشحون از هنرها و صنایع ادبی و نیز واژگان، اشعار و امثلهٔ عربی؛ چنان‌که به گفتهٔ محمدتقی بهار اگر چه منشآت بهاءالدین بغدادی از حیث انسجام و صحت قواعد ادبی بی‌نقص است، اما تکلفات ادبی مفرط در متونی از این دست، مقدمهٔ تباهی نثرنویسی را در سده‌های بعد فراهم می‌کند.
این کتاب تا مدتها سرمشق منشیان، مترسلان و ادبا در نامه‌نگاری و فن انشا بوده است. نویسندگانی چون عوفی، سعدالدین وراوینی در تحریر مرزبان‌نامه، و محمدبن هندوشاه استادی او را در فن ترسل و بلاغت ستوده‌اند. التوسل الی الترسل، علاوه بر ارزش ادبی، از لحاظ بررسی اوضاع تاریخی، اجتماعی و سیاسی ایران در اواخر دورهٔ خوارزمشاهیان نیز اهمیت شایانی دارد.
این کتاب بر اساس نسخه‌های لیدن و پاریس توسط احمد بهمنیار در ۱۳۱۵ خورشیدی در تهران به طبع رسیده است.